# Martina Čvek
Martina Čvek (Zagreb, 1987.) hrvatska je televizijska, kazališna i filmska glumica. Završila je studij glume na Akademiji dramske umjetnosti u Zagrebu u klasi Bobe Jelčića. Na Filozofskom fakultetu magistrirala je kroatistiku i južnu slavistiku.

## Uloge

### Televizijske uloge
- "Crno-bijeli svijet" kao Varja (2015.)
- "Čista ljubav" kao Helena Vitez (2017. – 2018.)

### Filmske uloge
- "Točka zarez" kao Hana (2017.)

### Kazališne uloge
Od 2016. stalni je član ansambla kazališta Gavella u Zagrebu, a prijethodno učestvovala je u projektima Aplauz Teatra i Male scene također u Zagrebu.
- "Tko je ubio Pašteticu?" (Mala scena, 2015.)
- "Orašar" (Aplauz teatar, 2015.)
- "Kao na nebu" kao Lena (Gavella, 2016.)
- "Romanca o tri ljubavi" kao Gospa (Gavella, 2017.)
- "Nevidljivi" kao Lara (Gavella, 2017.)
- "Kralj Rikard III." kao Lady Ana (Gavella, 2017.)
- "Proces" kao Leni (Gavella, 2018.)

### Sinkronizacija
- "Zootopia" kao Iva Hoplić (2016.)[3]
- "Auti 3" kao Klara Ramirez (2017.)
- "Princeza Ema" kao Gizana (2019.)

## Vanjske poveznice
- Martina Čvek u internetskoj bazi filmova IMDb-u (engl.)